# Essam Sharaf

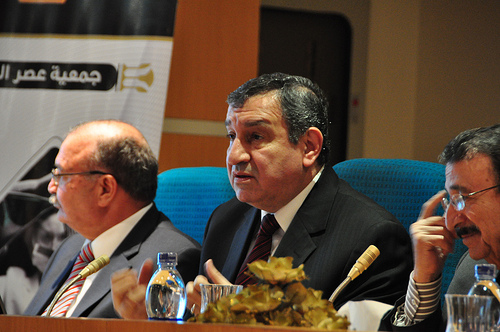
Essam Sharaf, Primeiro-ministro da República Árabe do Egito.

Essam Abdel-Aziz Sharaf (Árabe: عصام عبد العزيز شرف; pronúncia em árabe: IPA [ʕeˈsˤɑːm ʕæbdelʕæˈziːz ʃɑɾˤɑf]; nascido em 1951, em Gizé, Egito) é um académico egípcio, político e, de 3 de março a 7 de dezembro de 2011, primeiro-ministro do Egito. Foi anteriormente Ministro dos Transportes de 2004 a 2005.

## Juventude e educação
Sharaf nasceu na cidade egípcia de Gizé em 1952. Depois de se formar em engenharia civil pela Universidade do Cairo em 1975, terminou um mestrado em 1980 e um doutoramento em 1984, ambos na Universidade de Purdue, Indiana, Estados Unidos.

## Carreira política e académica
Sharaf ocupou um lugar de professor assistente visitante na Universidade de Purdue em 1984, antes de se tornar professor assistente de Engenharia de Autoestradas e Trânsito na Universidade do Cairo no ano seguinte. Em 1990, foi professor assistente em Engenharia Civil na Universidade Rei Saud, na Arábia Saudita. Regressou à Universidade do Cairo em 1991, tornando-se professor de Engenharia de Autoestradas em 1996 enquanto trabalhava como conselheiro sénior no Departamento de Aviação e Transportes da Zuhair Fayez Partnership (ZFP) na cidade de Gidá (Djedda), na Arábia Saudita. Foi conselheiro sénior do Ministro dos Transportes do Egito em 1999, e conselheiro técnico sénior do município de Al Ain nos Emirados Árabes Unidos em 2003.
Foi Ministro dos Transportes de 13 de julho de 2004 a 31 de dezembro de 2005. Demitiu-se devido a divergências com o primeiro-ministro Ahmed Nazif. Nazif decidiu colocar a Associação de Engenheiros do Egito sob controlo estatal, uma ação que significava a confiscação dos fundos do sindicato e de toda a propriedade por parte do governo. Sharaf afirmou mais tarde que estes acontecimentos levaram ao acidente ferroviário de Qalyoub em 2006.
Após a sua demissão, Sharaf regressou à sua carreira académica, tendo aceitado um lugar na Universidade do Cairo, onde continuou crítico do regime de Hosni Mubarak, particularmente no respeitante à condução dos assuntos relativos às infraestruturas dos transportes públicos. Durante este período, serviu como conselheiro na Autoridade das Estradas e Transportes do Dubai, e estabeleceu a Sociedade Científica do Egito como Mohamed ElBaradei, Ahmed Zewail e outros cientistas egípcios.

### Acontecimentos de 2011
Sharaf este presente e ativo nos protestos na Praça Tahrir durante a Revolução Egípcia de 2011, o que aumentou o seu prestígio junto dos líderes do movimento democrático, que os levaria a sugerir o seu nome ao Conselho Militar como possível substituto do primeiro-ministro Ahmed Shafik.
A 3 de março de 2011, foi-lhe pedido pelo Conselho Militar que formasse um governo, após a demissão de Shafik. A 4 de março, dirigiu-se à multidão de ativistas pro-democracia na Praça Tahrir pouco depois das orações de sexta-feira, uma ação pouco comum num político egípcio. Sharaf apareceu no palco ao lado de Mohamed Beltagy, um líder da Irmandade Muçulmana. No seu discurso disse: "Eu retiro a minha legitimidade de vocês" e reiterou o seu compromisso para uma transição democrática, pedindo no entanto paciência. É o primeiro primeiro-ministro egípcio, desde Aziz Sedki em 1972–1973, a explicar-se às populações numa base mensal.

## Orientação política
Sharaf opõe-se à normalização das relações com Israel. Considera a resolução do conflito israelo-palestino como um pré-requisito para a cooperação entre os dois Estados.

## Prémios
- Prémio de Encorajamento Estatal em Ciências de Engenharia da Academia de Pesquisa Científica e Tecnologia em 1987 e 1997
- Medalha de Excelência de Primeira Classe do Presidente do Egito Hosni Mubarak em 1995
- Prémio de Incentivo da Universidade do Cairo para Excelência Científica em Engenharia em 1997
- Prémio Estatal Egípcio em Ciências de Engenharia em 1997
- Prémio de Excelência em Engenharia da Universidade de Purdue, EUA em 2005
- Prémio Homem do Ano (Prémio Rafiq Hariri), Beirute em 2006
- Companheiro do Chartered Institute of Logistics and Transport in the UK em 2007
- Certificado de Mérito da Universidade do Cairo no Dia da Celebração dos Cientistas em 1988 e 1998